# Karl Georg Friedrich von Flemming
Karl Georg Friedrich Graf von Flemming (* 17. November 1705 auf Schloss Lichtenwalde; † 19. August 1767 in Dresden) war sächsischer Diplomat, Offizier und Politiker.

## Leben
Karl Georg Friedrich entstammte dem Adelsgeschlecht Flemming. Er war der Sohn des preußischen Geheimrats Graf Felix Friedrich von Flemming (1661–1738) und der Dorothea Sophia von Flemming (1673–1754). Nach seinem Studium wurde er 1740 sächsischer Gesandter in Turin. Im Dezember 1742 wurde er nach London versetzt und verhandelte mit England über Subsidien für einen Krieg gegen Österreich. Nach Abschluss des Vertrages 1751 wurde er an den Hof nach Wien versetzt. Hier vertrat er während des Siebenjährigen Krieges die sächsischen Interessen.
Nach dem Sturz von Heinrich Graf von Brühl im Jahr 1763 wurde er Geheimer Kabinettsminister des Auswärtigen und war für Militärkommandoangelegenheiten zuständig.
Er wurde zum General der Infanterie der Sächsischen Armee und polnischen Generalleutnant ernannt, zudem war er zeitweilig Starost von Mewe.

## Familie
Sein Bruder Georg Detlev von Flemming wurde polnischer General und Großschatzmeister von Litauen. Ein weiterer Bruder Ernst Bogislaus von Flemming wurde preußischer General.
Er heiratete am 23. September 1745 in Wölkau Prinzessin Henriette Charlotte Lubomirska (* 18. Juli 1726; † 24. Oktober 1782), Tochter von Fürst Alexander Jakob Lubomirski und der Karoline Friederike Vitzthum von Eckstädt. Aus der Ehe gingen nachstehende Kinder hervor:
- Johannette Alexanderine Charlotte Friederike  (* 17. September 1748; † 12. Mai 1816) ⚭ 22. September 1768 Graf Karl Ludwig zu Stolberg-Stolberg (* 18. Februar 1742; † 2. August 1815)
- Karoline Jakobine Friederike Wilhelmine (* 1. August 1750)
- Sophie Elisabeth Katharina Luise
- Johann Heinrich Joseph Georg von Flemming (* 9. März 1752; † 7. Juni 1830) ⚭I 25. Dezember 1782 Maria Charlotte von Hardenberg (* 14. November 1763; † 27. Januar 1814), Tochter von Christian Ludwig von Hardenberg und der Ehrengard von Bülow a.d.H. Essenrode; ⚭II 1820 Gräfin Christiane Luise von Hohenthal († 28. März 1840)[1]
- Magdalena Luise (* 7. Juni 1754; † nach 1783) ⚭ 16. Januar 1773 Graf Johann Nepomuk Michael Bernhard Prebendow von Przebendowski (1744–1796), kursächsischer Kapitän, preußischer Kammerherr, Erbherr auf Czemnau, Kamlau, Kolkau, Opalin, Tillau, Lewinno, Kolibki und Chwarsnau (sämtlich in Pommerellen)[2]
- Erdmuthe Eleonore
- Karoline Amalie